# Дом отдыха «Серебряный век»
Дом отдыха «Серебряный век» (земская дача, затем Дом отдыха им. В. В. Куйбышева) — пансионат, расположенный в Тарусе Калужской области на левом берегу реки Оки в 36 километрах от Серпухова, в 70 — от Калуги и в 137 — от Москвы.

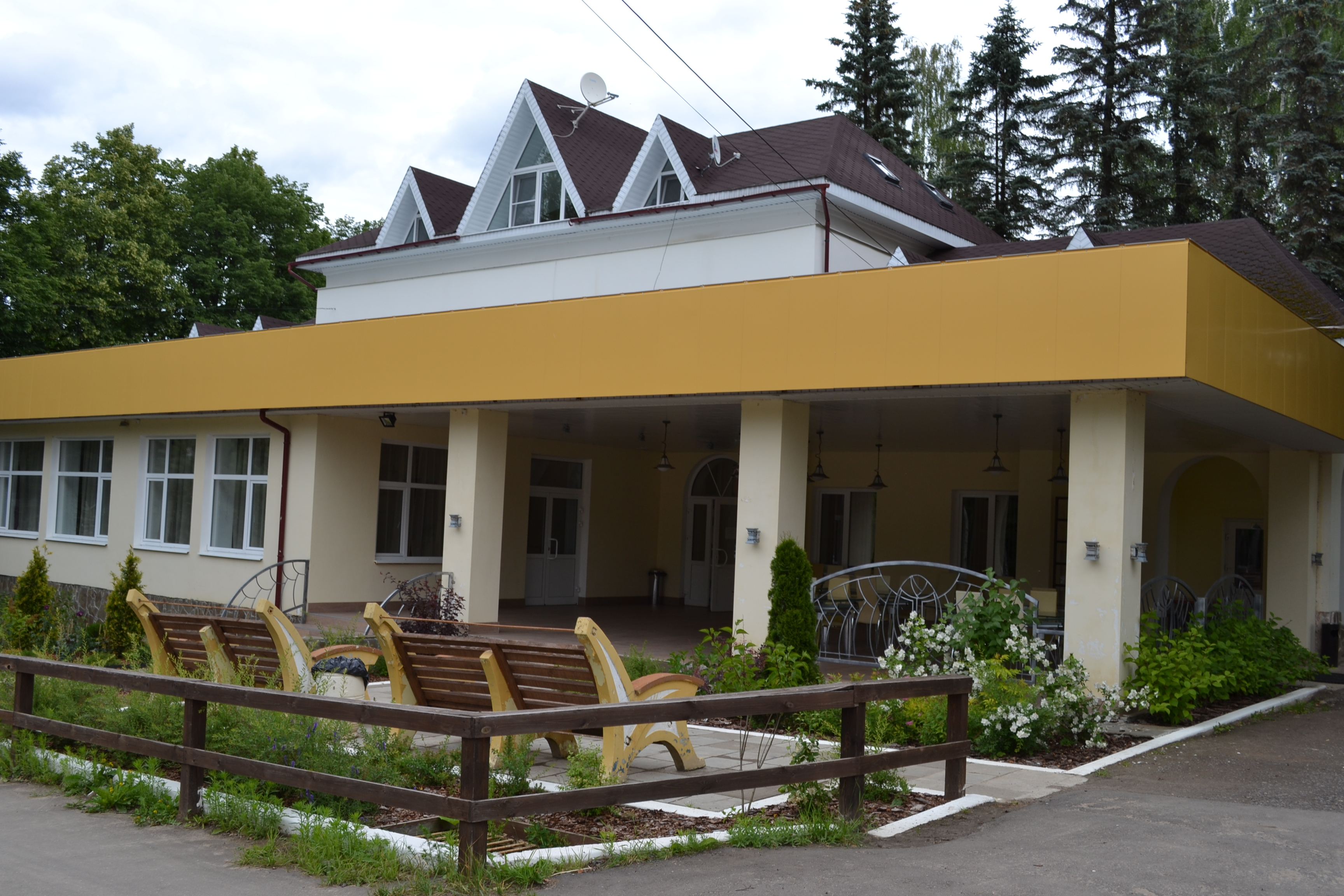
Административный корпус дома отдыха «Серебряный век»

## Дача в Песочном
До революции 1917 года здесь располагалась земская дача, сдаваемая в аренду состоятельным гражданам, в основном жителям Москвы, на длительный срок или на сезон.
Тарусское земство выстроило дачу в «Песочном» в конце XIX в. и сразу же начало сдавать её внаем отдыхающим из Москвы. В 1892 г. сюда приехала семья профессора Московского университета Ивана Владимировича Цветаева, провела прекрасное лето и с той поры селилась здесь каждый сезон и жила с поздней весны до ранней осени. «Счастливее детства, чем наше в Тарусе, я не могу вообразить,- вспоминала потом младшая из сестёр Анастасия Цветаева. -Вечер. Тот конец Оки — в синей дымке, а другой конец — в ржавом золоте… И мы уже делим: Мусе — этот, синий, с месяцем конец Оки, мне — тот, золотой, с закатом…»

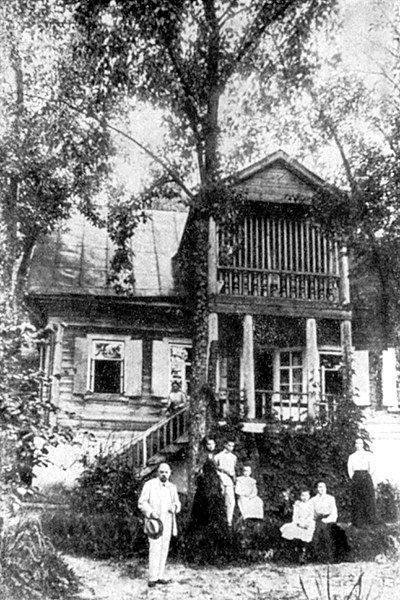
Дача в «Песочном»

Старшая, Марина, уже тогда узнавшая, что она — Поэт, именно здесь в Тарусе написала самые яркие свои отроческие и юношеские стихи: «Лесное царство», «В сумерках», «Паром», «Приезд», «Мама на даче», «Новолуние», «Молитва», «Волшебство немецких феерий…», «Ах, золотые деньки…», «Бежит тропинка с бугорка…», «Осень в Тарусе», «Над синевою подмосковных рощ…»
Светлыми воспоминаниями о Тарусе и том счастье полноты бытия, которое человек испытывает в детстве, пронизаны прозаические и стихотворные произведения уже зрелой Марины Цветаевой: «Хлыстовки», «Чёрт», «Мой Пушкин», «Родина» и «Тоска по Родине!..» Позже её дочь Ариадна Сергеевна Эфрон напишет: "Таруса мне дорога не только тем, что я, как очень и очень многие, открыла для себя её красоту и прелесть, а ещё, и главным образом, оттого, что именно здесь прошло детство моей матери, что именно здесь она узнала Россию, сделавшую её навсегда русским поэтом. Про тарусское детство своё мама мне много рассказывала, когда я была маленькой, и поэтому и Ока, и дача «Песочное», и Пачёво, и Улай, и многие другие места запомнились мне задолго до того, как сама я их увидела. Вообще же Цветаевы были здесь первыми «дачниками».
Большинство стихотворений, написанных юной Мариной в Тарусе, вошли в её первые поэтические книги «Вечерний альбом» (1910) и «Волшебный фонарь» (1912).
В «Песочном доме», как называли дачу на Оке Цветаевы, сёстры жили в мезонине в верхней части дачи в отдельных светёлках, совершенно одинаковых — «чтобы девочки не ссорились, будто у кого-то окажется что-то лучше».
С 1905 г. и до своей смерти в доме жил художник Виктор Эльпидифорович Борисов-Мусатов, в период, когда семья Цветаевых по стечению обстоятельств не снимала его. Здесь художник написал «Куст орешника», «Сон божества», «На балконе. Таруса», «Осенняя песнь», «Реквием», этюды "Весенняя сказка, «Летняя мелодия». Сюжеты этих картин до сих пор угадываются в пейзажах, окружающих дом отдыха «Серебряный век». Картина «На балконе. Таруса» — вид с террасы дома Цветаевых на Оку. Борисов-Мусатов в последние годы жизни тяжело болел туберкулезоми и рисовал этюды картин на скате мансардной крыши своей комнаты. Он скончался в Тарусе 26 октября (8 ноября) 1905.
Позже бывшую земскую дачу с 1914 до 1925 г. снимал ученый — кристаллограф Вульф Георгий Викторович. Его жена Вера Васильевна Вульф была выдающейся пианисткой. Для жителей Тарусы на даче в Песочном она дала более 200 бесплатных концертов классической и народной музыки — «Музыкальных субботников». Георгий Викторович вспоминает: «Круглый год, во всякую погоду, по крутому откосу берега Оки, по грязи и по глубокому снегу тянулись к домику Веры Васильевны в субботу вечером вереницы тарусян слушать Баха, Бетховена, Скрябина, Метнера, и в маленький домик набивалось человек до 70-ти». Здесь семья Вульфов пережидала голодные годы. Вера Васильевна подрабатывала уроками музыки. Вульфы устроил в доме музей Борисова-Мусатова, но так и не добились его официального статуса. Сейчас в Доме Литераторов на территории дома отдыха «Серебряный век» дает концерты Камерный оркестр Тарусы, продолжая традиции семьи Вульфов.

## Советский период — дом отдыха им. Куйбышева

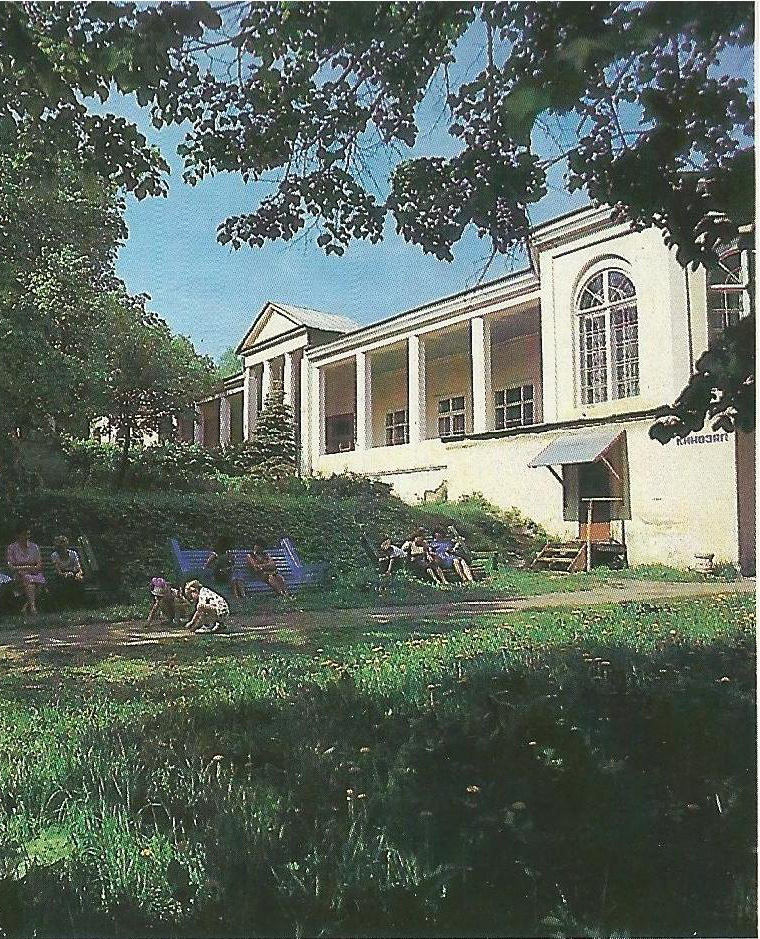
Столовая и клуб дома отдыха им. Куйбышева

В советский период на месте земской дачи была организована здравница для народа. Отдыхали здесь жители Тарусы и окрестных сёл и деревень. В 1932 году «Песочный дом» приобрело правление Госбанка СССР и организовало «небольшую здравницу летнего типа». Была построена летняя столовая и клуб. Отдыхающие жили в палатках — по 50-60 человек в один заезд.
В 1937 году были выстроены два капитальных здания, а также жилой корпус и столовая. Именно с 1937 года здравница стала принимать отдыхающих круглый год.
Во время Великой Отечественной войны дом отдыха эвакуировали на баржах в Саратов, затем, после освобождения Тарусы и окрестностей, материальная часть и сотрудники были возвращены назад и вскоре в главный корпус прямо с передовой поступила первая партия раненых красноармейцев. Так подмосковная база отдыха для банковских служащих превратилась в военный госпиталь. По мере продвижения фронта на запад профиль госпиталя менялся, к концу войны здесь долечивались и набирались сил перед отправкой в действующую армию бойцы и офицеры Западного фронта. Среди них было много лётчиков, и это обстоятельство породило миф о том, что дом отдыха якобы и был построен для «сталинских соколов», что инициатором строительства был сын Верховного главнокомандующего Василий Сталин, в той время полковник, служивший при Главном Штабе ВВС РККА.
После войны в 1946 году статус здравницы был повышен — она перешла в ведение ЦК профсоюза финансовых работников. Началась новая реконструкция с явно выраженной тенденцией расширения. В 1952 году выстроен ещё один спальный корпус, клуб-столовая с просторным и светлым обеденным залом и залом «для проведения культмассовой работы». (Ныне «Дом Литераторов» Тарусы) Особого внимания заслуживает застройка клуба-столовой. Здание выдержано в стиле сталинского неоклассицизма и сейчас смотрится весьма эффектно. Интерьер его напоминал лучшие рестораны столичных вокзалов — высокие потолки, огромные окна, такие же огромные фикусы в кадках… В 1959 году закончено строительство административного корпуса.
В 1963 году появился ещё один спальный корпус — на сто мест. Дом отдыха им. В. В. Куйбышева в это время уже принадлежал Московскому территориальному Совету по управлению курортами Профсоюзов. В эти годы жилой корпус, построенный в 1937 году, как пришедший в аварийное состояние был снесён. Разобран, тоже по причине крайней ветхости, и «Песочный дом». В парке проводится капитальное благоустройство: устанавливаются гипсовые скульптуры — В. И. Ленину, М. Горькому, Н. В. Гоголю; высаживаются липовые аллеи; асфальтируются дорожки для пеших прогулок; укладываются бетонные ступени спуска к Оке, лодочной станции и пляжам. Развивается подсобное хозяйство — у здравницы десятки гектаров пахотных площадей, молочно-товарная ферма, свиноферма, конюшня, пасека, фруктовый сад, парк тракторов и сельскохозяйственной техники, автобус для экскурсий. Летом число отдыхающих достигает 600 человек. В кинозале на 150 мест действует киноустановка. Пляж оборудован теневыми навесами и лежаками, действует лодочная станция на 70 лодок. Лодку можно было арендовать за 20 коп./час. На территории дома отдыха открыто почтовое отделение, телеграф, сберегательная касса. К клубному залу примыкает прекрасно укомплектованная библиотека. Есть хорошо оборудованный медпункт. Прекрасное питание. По поводу последнего в научной справке, полученной в местном тарусском архиве, говорится:«Питание отдыхающих четырёхразовое с полуресторанной системой обслуживания. Пищеблок полностью механизирован. Пища готовится на газовых и электрических плитах. Имеется 4 электрических котла, кондитерский шкаф, электросковорода, картофелечистка, мясорубки, две посудомоечные машины, электрокипятильники, пять холодильных камер».

## Современность
В 90-е годы дом отдыха был продан и фактически ликвидирован. Распроданы оборудование и хозяйственная часть. Работники и специалисты уволены, номерной фонд пришел в запустение. Приватизированный и неоднократно перепроданный, он существовал под разными названиями. В 2006 году началось восстановление и полная реконструкция дома отдыха. Он был переименован в «Серебряный век». Богатая история этого места стала визитной карточкой восстановленного дома отдыха. В 2010 году на главной аллее установлен бюст создателю Музея изящных искусств им. А. С. Пушкина в Москве профессору И. В. Цветаеву. Его именем названа и сама аллея.

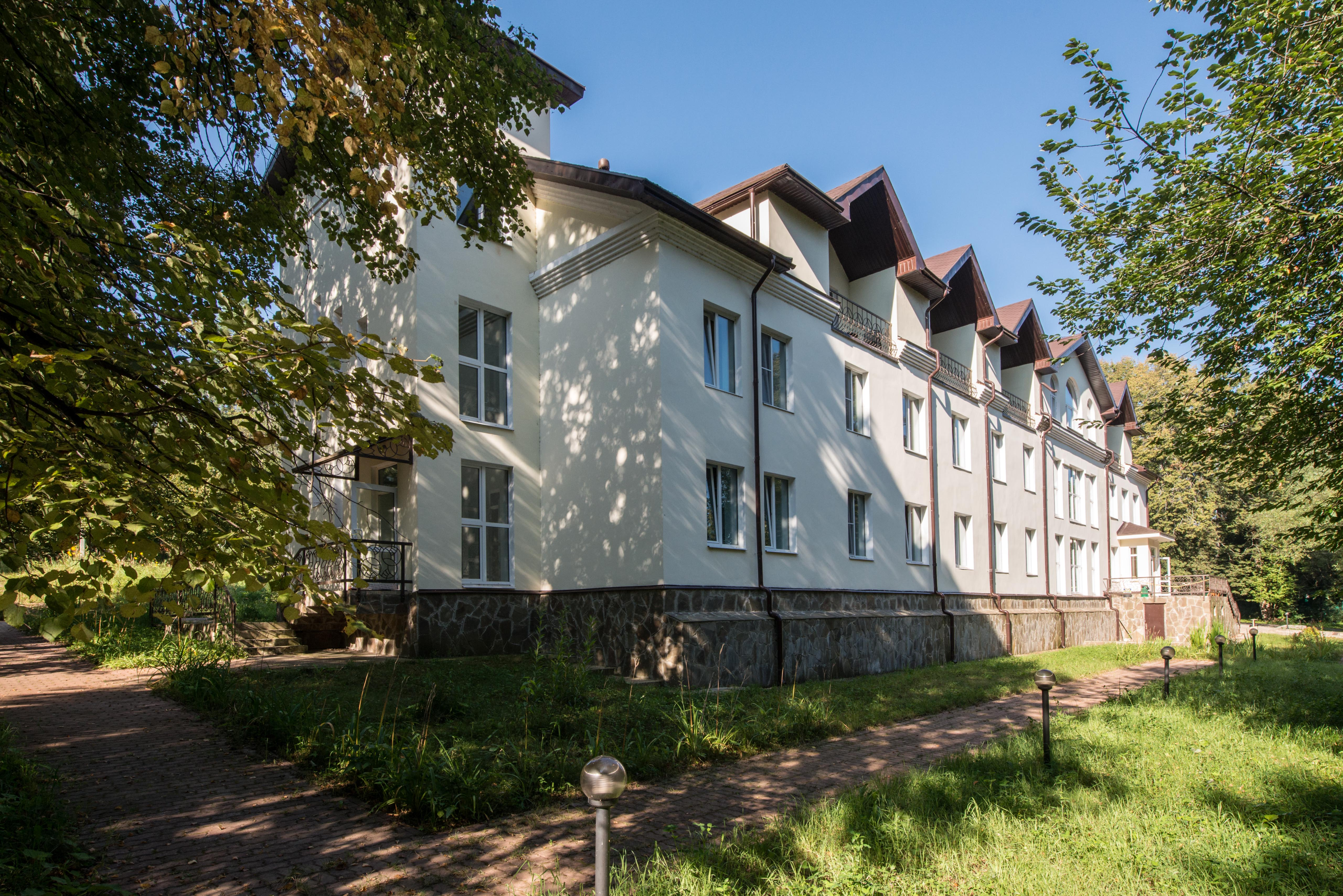
Гостиница дома отдыха «Серебряный век»

К середине 2010-х годов восстановлен гостиничный корпус на 23 номера различных категорий. Старые щитовые домики снесены и на их месте построено 10 бревенчатых коттеджей вместимостью от 4-х до 14 человек с кухнями, каминами, саунами, беседками. В 2017 году на территории дома отдыха по проектам архитектора Владимира Юзбашева были построены коттеджи в современном скандинавском стиле. Дом отдыха может принять 290 гостей. На благоустроенной территории расположено восстановленное административное здание, ресторан. Появился Досуговый центр, зал для проведения конференций. Сохранились памятники Ленину, Горькому, Лермонтову. Есть пруд для ленивой рыбалки, мини-зоопарк, спортивные площадки, детский клуб, баня. На месте дачи Цветаевых и танцплощадки — павильон с видом на Оку и пляж.

## Литература

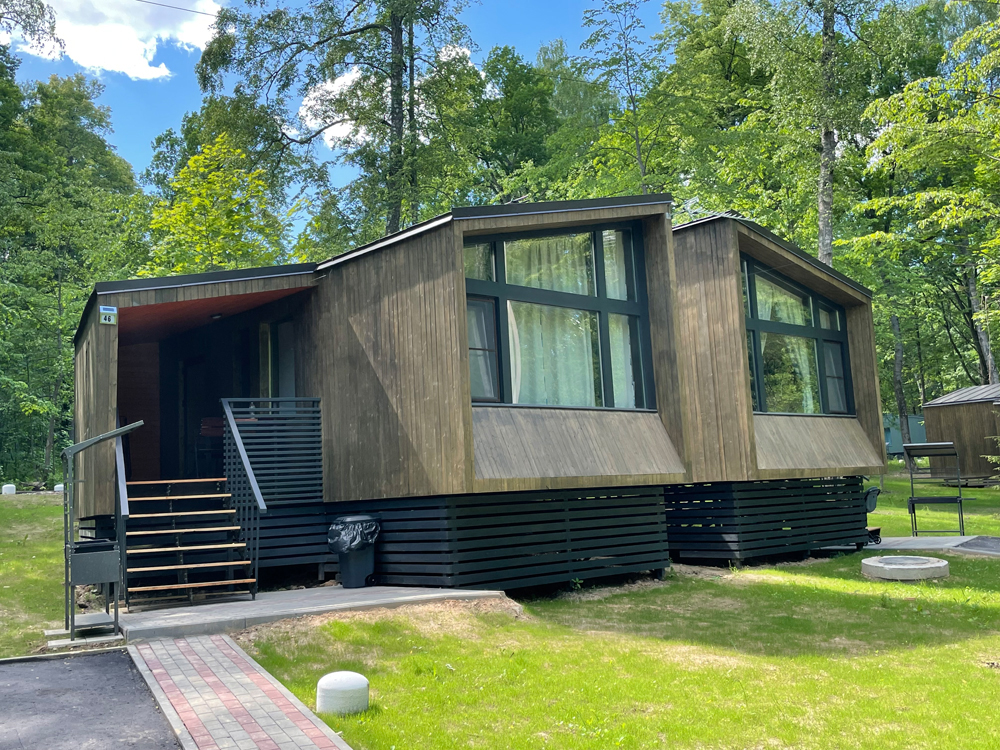
Коттедж в скандинавском стиле